# Witjira National Park
Witjira National Park är en park i Australien. Den ligger i delstaten South Australia, omkring 990 kilometer norr om delstatshuvudstaden Adelaide. Arean är 7,7 kvadratkilometer.
Trakten runt Witjira National Park är nära nog obefolkad, med mindre än två invånare per kvadratkilometer.. Det finns inga samhällen i närheten.
Omgivningarna runt Witjira National Park är i huvudsak ett öppet busklandskap. Genomsnittlig årsnederbörd är 138 millimeter. Den regnigaste månaden är februari, med i genomsnitt 50 mm nederbörd, och den torraste är augusti, med 1 mm nederbörd.